# Jan Merlin
Jan Merlin, nome d'arte di Jan Wasylewski (New York, 3 aprile 1925 – Los Angeles, 20 settembre 2019), è stato un attore statunitense.
Ha recitato in oltre 25 film e in oltre 80 produzioni televisive.

## Filmografia

### Cinema
- La rapina del secolo (Six Bridges to Cross), regia di Joseph Pevney (1955)
- Un pugno di criminali (Big House, U.S.A.), regia di Howard W. Koch (1955)
- Voi assassini (Illegal), regia di Lewis Allen (1955)
- Ladri di automobili (Running Wild), regia di Abner Biberman (1955)
- L'ovest selvaggio (A Day of Fury), regia di Harmon Jones (1956)
- Il grido delle aquile (Screaming Eagles), regia di Charles F. Haas (1956)
- L'assassino della Sierra Nevada (A Strange Adventure), regia di William Witney (1956)
- The Peacemaker, regia di Ted Post (1956)
- Woman and the Hunter, regia di George P. Breakston (1957)
- Cole il fuorilegge (Cole Younger, Gunfighter), regia di R.G. Springsteen (1958)
- Duello tra le rocce (Hell Bent for Leather), regia di George Sherman (1960)
- I cinque volti dell'assassino (The List of Adrian Messenger), regia di John Huston (1963)
- Sfida nella valle dei Comanche (Gunfight at Comanche Creek), regia di Frank McDonald (1963)
- Il californiano (Guns of Diablo), regia di Boris Sagal (1965)
- Il tramonto di un idolo (The Oscar), regia di Russell Rouse (1966)
- Il massacro del giorno di San Valentino (The St. Valentine's Day Massacre), regia di Roger Corman (1967)
- Strategy of Terror, regia di Jack Smight (1969)
- Prendi i soldi e scappa (Take the Money and Run), regia di Woody Allen (1969)
- Il crepuscolo della scienza (The Twilight People), regia di Eddie Romero (1972)
- Slam! Colpo forte (The Slams), regia di Jonathan Kaplan (1973)
- Sono fuggito dall'isola del diavolo (I Escaped from Devil's Island), regia di William Witney (1973)
- Hindenburg (The Hindenburg), regia di Robert Wise (1975)
- Il peso del ricordo (Permanent Record), regia di Marisa Silver (1988)
- Silk 2, regia di Cirio H. Santiago (1989)
- Nowhere to Run, regia di Carl Franklin (1989)
- Time Trackers, regia di Howard R. Cohen (1989)
- Identità sepolta (False Identity), regia di James Keach (1990)

### Televisione
- Robert Montgomery Presents – serie TV, un episodio (1953)
- Tom Corbett, Space Cadet – serie TV, 30 episodi (1950-1954)
- Passport to Danger – serie TV, 2 episodi (1954-1956)
- Letter to Loretta – serie TV, un episodio (1954)
- Dragnet – serie TV, un episodio (1954)
- Matinee Theatre – serie TV, 2 episodi (1955-1957)
- Climax! – serie TV, 3 episodi (1955-1957)
- Public Defender – serie TV, un episodio (1955)
- The Man Behind the Badge – serie TV, un episodio (1955)
- The Touch of Steel – film TV (1955)
- Celebrity Playhouse – serie TV, episodio 1x06 (1955)
- Crusader – serie TV, episodio 1x12 (1955)
- Chevron Hall of Stars – serie TV, un episodio (1956)
- Front Row Center – serie TV, un episodio (1956)
- General Electric Theater – serie TV, episodio 4x30 (1956)
- Frontier – serie TV, 2 episodi (1956)
- Telephone Time – serie TV, episodio 1x08 (1956)
- The O. Henry Playhouse – serie TV, un episodio (1957)
- Le leggendarie imprese di Wyatt Earp (The Life and Legend of Wyatt Earp) – serie TV, un episodio (1957)
- West Point – serie TV, episodi 1x18-1x20 (1957)
- Broken Arrow – serie TV, un episodio (1957)
- Trackdown – serie TV, un episodio (1957)
- Casey Jones – serie TV, un episodio (1957)
- I racconti del West (Zane Grey Theater) – serie TV, 2 episodi (1957)
- The Rough Riders – serie TV, 39 episodi (1958-1959)
- Perry Mason – serie TV, 2 episodi (1958-1961)
- Jane Wyman Presents the Fireside Theatre – serie TV, un episodio (1958)
- State Trooper – serie TV, un episodio (1958)
- Tombstone Territory – serie TV, un episodio (1958)
- The Lawless Years – serie TV, un episodio (1959)
- Disneyland – serie TV, un episodio (1959)
- Tales of Wells Fargo – serie TV, 2 episodi (1960-1962)
- Laramie – serie TV, 6 episodi (1960-1963)
- The Islanders – serie TV, un episodio (1960)
- Bat Masterson – serie TV, un episodio (1960)
- The Tall Man – serie TV, un episodio (1961)
- Coronado 9 – serie TV, un episodio (1961)
- Whispering Smith – serie TV, episodio 1x01 (1961)
- Lotta senza quartiere (Cain's Hundred) – serie TV, un episodio (1961)
- Outlaws – serie TV, episodio 2x12 (1961)
- Bonanza – serie TV, un episodio (1962)
- Ripcord – serie TV, un episodio (1963)
- Gli uomini della prateria (Rawhide) – serie TV, episodio 5x18 (1963)
- Viaggio in fondo al mare (Voyage to the Bottom of the Sea) – serie TV, 3 episodi (1964-1967)
- The Lieutenant – serie TV, episodio 1x20 (1964)
- The Travels of Jaimie McPheeters – serie TV, episodio 1x26 (1964)
- Il virginiano (The Virginian) – serie TV, 2 episodi (1964)
- Gunsmoke – serie TV, un episodio (1964)
- Organizzazione U.N.C.L.E. (The Man from U.N.C.L.E.) – serie TV, un episodio (1964)
- The Crisis (Kraft Suspense Theatre) – serie TV, 2 episodi (1965)
- La leggenda di Jesse James (The Legend of Jesse James) – serie TV, un episodio (1965)
- Branded – serie TV, un episodio (1966)
- The Long, Hot Summer – serie TV, un episodio (1966)
- Twelve O'Clock High – serie TV, 2 episodi (1966)
- Tarzan – serie TV, episodio 1x07 (1966)
- Combat! – serie TV, 2 episodi (1966)
- Codice Gerico (Jericho) – serie TV, episodi 1x09-1x10 (1966)
- Il fuggiasco (The Fugitive) – serie TV, un episodio (1966)
- Kronos - Sfida al passato (The Time Tunnel) – serie TV, episodio 1x18 (1967)
- Gli invasori (The Invaders) – serie TV, un episodio (1968)
- Ironside – serie TV, un episodio (1968)
- Garrison Commando (Garrison's Gorillas) – serie TV, 2 episodi (1968)
- Missione impossibile (Mission: Impossible) – serie TV, 2 episodi (1969-1971)
- F.B.I. (The F.B.I.) – serie TV, 2 episodi (1969-1974)
- Mannix – serie TV, un episodio (1970)
- Lo sceriffo del sud (Cade's County) – serie TV, un episodio (1972)
- Search – serie TV, un episodio (1973)
- La casa nella prateria (Little House on the Prairie) – serie TV, episodio 1x07 (1974)
- Judgment: The Court Martial of Lieutenant William Calley – film TV (1975)
- Baretta – serie TV, un episodio (1975)
- Switch – serie TV, un episodio (1976)
- Ai limiti dell'incredibile (Quinn Martin's Tales of the Unexpected) – miniserie TV, un episodio (1977)
- I predatori dell'idolo d'oro (Tales of the Gold Monkey) – serie TV, un episodio (1983)
- Covenant – film TV (1985)
- Riptide – serie TV, un episodio (1985)
- A-Team (The A-Team) – serie TV, un episodio (1985)
- Il gladiatore (The Gladiator), regia di Abel Ferrara – film TV (1986)
- Dallas – serie TV, un episodio (1989)
- Strategia di una vendetta (Buried Alive) – film TV (1990)
- Terremoto a San Francisco (After the Shock) – film TV (1990)
- Paradise – serie TV, un episodio (1991)
- .A Child Lost Forever: The Jerry Sherwood Story – film TV (1992)

## Doppiatori italiani
Nelle versioni in italiano delle opere in cui ha recitato, Jan Merlin è stato doppiato da:
- Gianfranco Bellini in Voi assassini
- Ferruccio Amendola in L'ovest selvaggio
- Nando Gazzolo in Duello tra le rocce
- Franco Odoardi in La casa nella prateria